# Estudio para la cabeza de Santa Ana
El Estudio para la cabeza de Santa Ana es un dibujo sobre papel realizado con piedra negra por Leonardo da Vinci y conservado en el castillo de Windsor. Se trata del retrato de una mujer, considerado un estudio preparatorio para la cabeza de Santa Ana en el cuadro La Virgen, el Niño Jesús y Santa Ana del Louvre. Probablemente fue realizado entre 1502 y 1503, aunque algunos investigadores sitúan la fecha de creación entre 1508 y 1515.
El dibujo pertenece a una serie de estudios que permitieron al pintor crear el cartón a partir del cual, en la misma época, realizó la pintura. El artista realizó algunos cambios en el rostro y el tocado al plasmar la imagen en el cartón, como demuestra una copia del desaparecido cartón Resta-Esterhazy, del que se conservan fotografías, y también los análisis realizados con imágenes recuperadas con métodos científicos. Sin embargo, se arrepintió de estos cambios y plasmó la versión del dibujo directamente sobre el panel.
En este dibujo, el maestro florentino demuestra una maestría en la representación del volumen y las luces. Aunque el tema iconográfico de la Virgen y el Niño con Santa Ana tiene convenciones estrictas, el pintor también mostró en este trabajo elementos de sus propios ideales en los rostros que solía representar.

## Descripción
El Estudio para la cabeza de Santa Ana fue realizado sobre una hoja de papel rectangular de 18.8 × 13 cm. Fue dibujado con piedra negra.
El pintor muestra el retrato de una mujer joven con la cabeza y parte del hombro izquierdo visibles. El dibujo desciende hasta la parte superior del pecho, donde se juntan lo que parecen ser dos secciones del velo que la mujer lleva sobre la cabeza. Su rostro se aprecia desde un ángulo de tres cuartos, está ligeramente inclinado hacia abajo y sobre su izquierda. La parte superior de la cabeza está cubierta por un largo velo opaco que oculta la totalidad del cabello, cuyas puntas se juntan en la parte posterior de la cabeza y se unen en la parte superior. Un trozo de tela cuelga ligeramente sobre la sien izquierda de la figura.

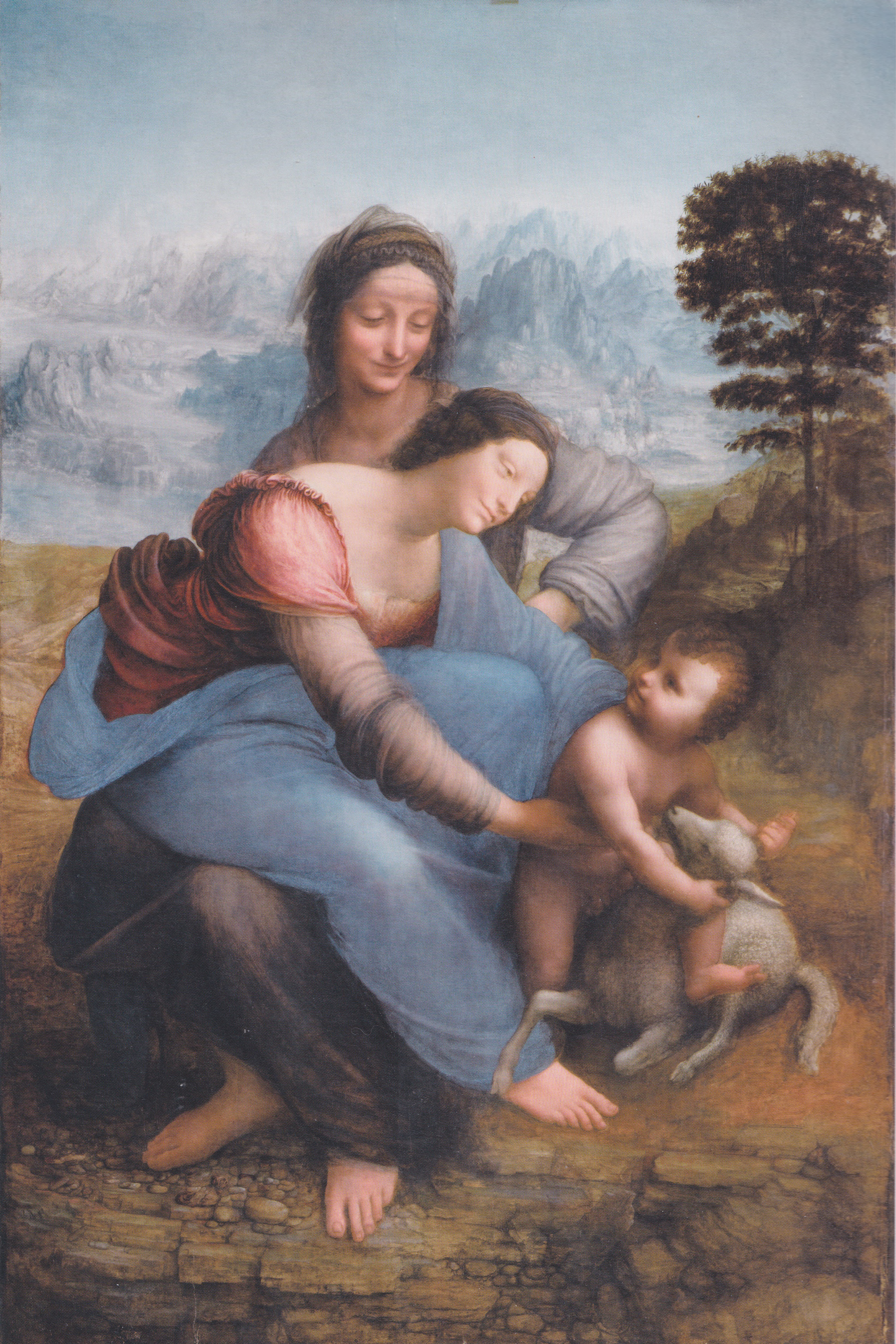
El dibujo fue realizado como parte del proceso de creación de La Virgen, el Niño Jesús y Santa Ana (1503-1519, Museo del Louvre, no. inventario 776).

## Historia

### Contexto de creación
En el momento de la creación del estudio, en los años 1502-1503, Leonardo da Vinci se acercaba a los cincuenta años. Para este punto ya era lo bastante famoso como para que importantes clientes italianos y de otros países europeos compitieran por sus servicios como ingeniero y artista. De estos destacan Isabel de Este, César Borgia y el rey Luis XII de Francia.
A partir de 1499 empezó a trabajar en la creación de una representación de la Virgen y el Niño con Santa Ana. No se tiene certeza de quién le hizo el encargo. Ya que se consideraba alejado de la pintura y se reivindicaba más bien un ingeniero, Leonardo da Vinci realizó pocas obras durante este periodo, aparte de La Última Cena (1498) y La virgen de la rueca (1501). Tras descartar sucesivamente dos cartones anteriores, el de Burlington House (entre 1499 y principios de 1501) y el llamado de Fra Pietro (entre 1500 y abril de 1501), realizó uno definitivo entre 1502 y 1503, con el que creó La Virgen, el Niño Jesús y Santa Ana. Según la mayoría de los estudiosos, este dibujo de la cabeza de Santa Ana es un estudio preparatorio para este tercer cartón.

### Atribución y datación

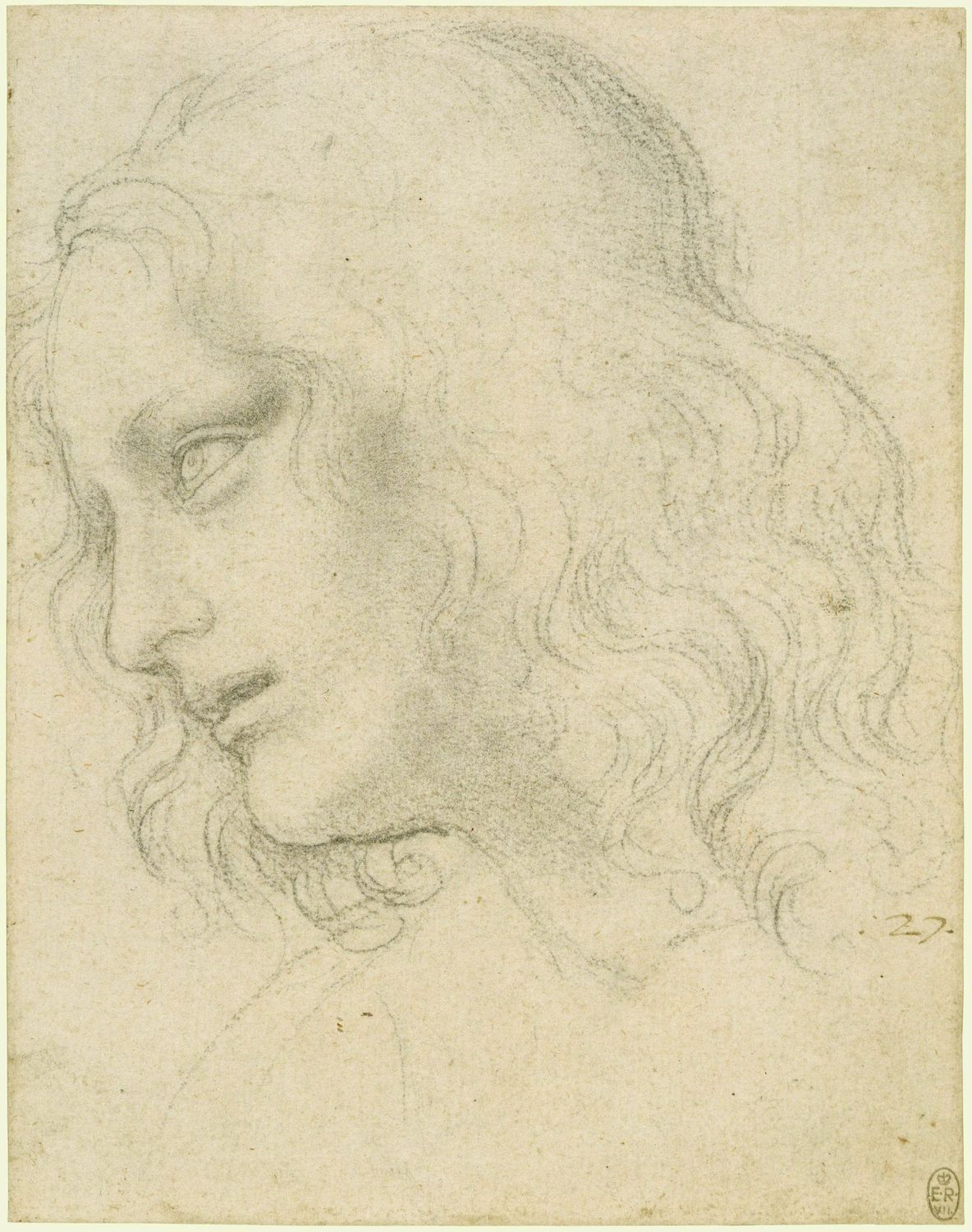
Leonardo da Vinci, Estudio para la cabeza del apóstol Felipe para La Última cena (hacia 1495, castillo de Windsor, no. inventario RCIN 912551).

La comunidad científica le atribuye la obra unánimemente a Leonardo da Vinci. Lo han afirmado notablemente Frank Zöllner y Johannes Nathan, Carmen C. Bambach, Vincent Delieuvin, Kenneth Clark, así como la Royal Collection, propietaria de la obra.
Sin embargo, la datación del cuadro varía mucho según los investigadores. Vincent Delieuvin la sitúa hacia 1502-1503, al comienzo de la creación del cuadro, puesto que el dibujo es un estudio para el cartón inicial, tomando como mayor indicio la técnica de los dibujos de esta época marcados por el uso exclusivo de la piedra negra, como el Estudio para la cabeza de apóstol Felipe para La Última Cena (c. 1495) o el Estudio para la cabeza de dos soldados de La batalla de Anghiari (1504-1505). Además, una nota de Agostino Vespucci escrita en 1503 al margen de las Epistulae ad familiares de Cicerón apunta a que el cuadro se empezó a pintar en esa fecha y que el pintor inició su trabajo precisamente con el rostro de Santa Ana. Por su parte, Kenneth Clark da una fecha entre 1508-1510,mientras que La Royal Collection la sitúa entre 1510-1515, pues estiman que el cuadro no se empezó a pintar hasta 1508 y justifican la falta de precisión con el desconocimiento del desarrollo de la técnica utilizada por el pintor durante sus últimos años en Milán y Roma. Algunos investigadores, como Frank Zöllner y Johannes Nathan, proponen una datación aún más amplia: hacia 1501-1510.

### Posteridad
El estudio formaba parte de la colección Melzi-Leoni: una colección de dibujos y manuscritos de Leonardo da Vinci heredada por Francesco Melzi a su muerte en 1519. Tras un periodo de dispersión, esta colección —incluido el dibujo— fue reunida en gran parte entre 1582 y 1590 por Pompeo Leoni. Posteriormente, en la década de 1630, el dibujo pasó a la colección londinense de Thomas Howard, conde de Arundel, quien logró adquirir la segunda gran colección recopilada por Pompeo Leoni y conocida actualmente como el Códice Windsor.Finalmente pasó a formar parte de la Royal Collection al rededor de 1690, cuando probablemente fue adquirida por el monarca británico Carlos II. Desde entonces se conserva en el castillo de Windsor.

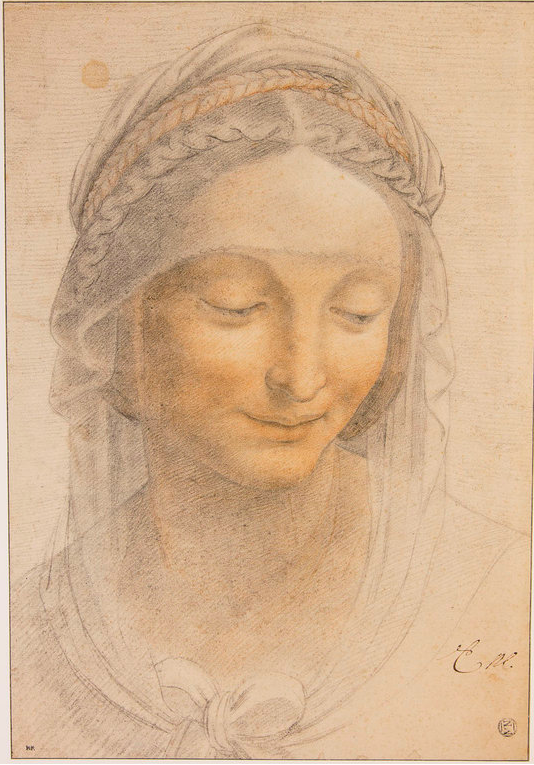
Copia del dibujo de Leonardo da Vinci, Testa di Sant'Anna, 1510-1520, Paris, Museo del Louvre, no. inventario INV 2564, recto.
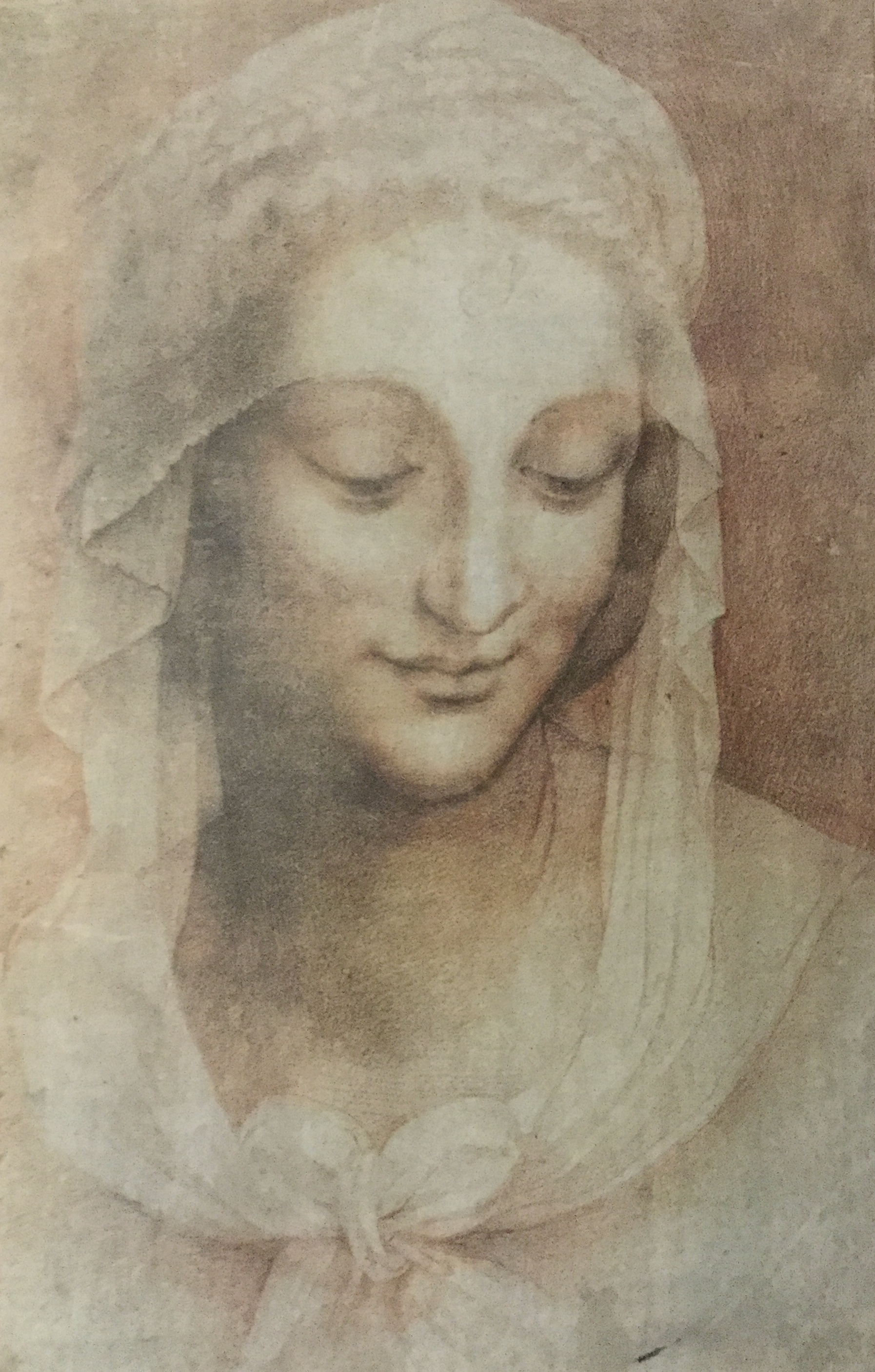
Copia del dibujo de Leonardo da Vinci, Testa di Sant'Anna, hacia 1510-1520, Viena, Albertina, no. de inventario INV 53.

El dibujo es objeto de varias copias realizadas por contemporáneos o seguidores inmediatos de Leonardo da Vinci. Una de las copias más conocidas se encuentra en el Departamento de Artes Gráficas del Louvre, fechada hacia 1510-1520 y posiblemente realizada por un alumno del taller de Leonardo da Vinci. Su importancia reside en que permite confirmar que los cambios en él se realizaron durante la ejecución de la pintura. El museo Albertina de Viena posee una copia (n.º de inv. 53) fechada hacia 1510-1520 que incorpora ciertos elementos del dibujo, como el velo sobre la frente, y de la pintura final, como la trenza izquierda con el extremo oculto. En 2012, la exposición de París dedicada al cuadro en el Louvre logró reunir cinco copias del Estudio para la cabeza de Santa Ana y consignó otras tres para las ilustraciones de su catálogo.

## Un estudio paraLa Virgen, el Niño Jesús y Santa Ana
El dibujo ha sido reconocido unánimemente como un estudio preparatorio para la cabeza de Santa Ana en el cuadro La Virgen, el Niño Jesús y Santa Ana del Louvre.

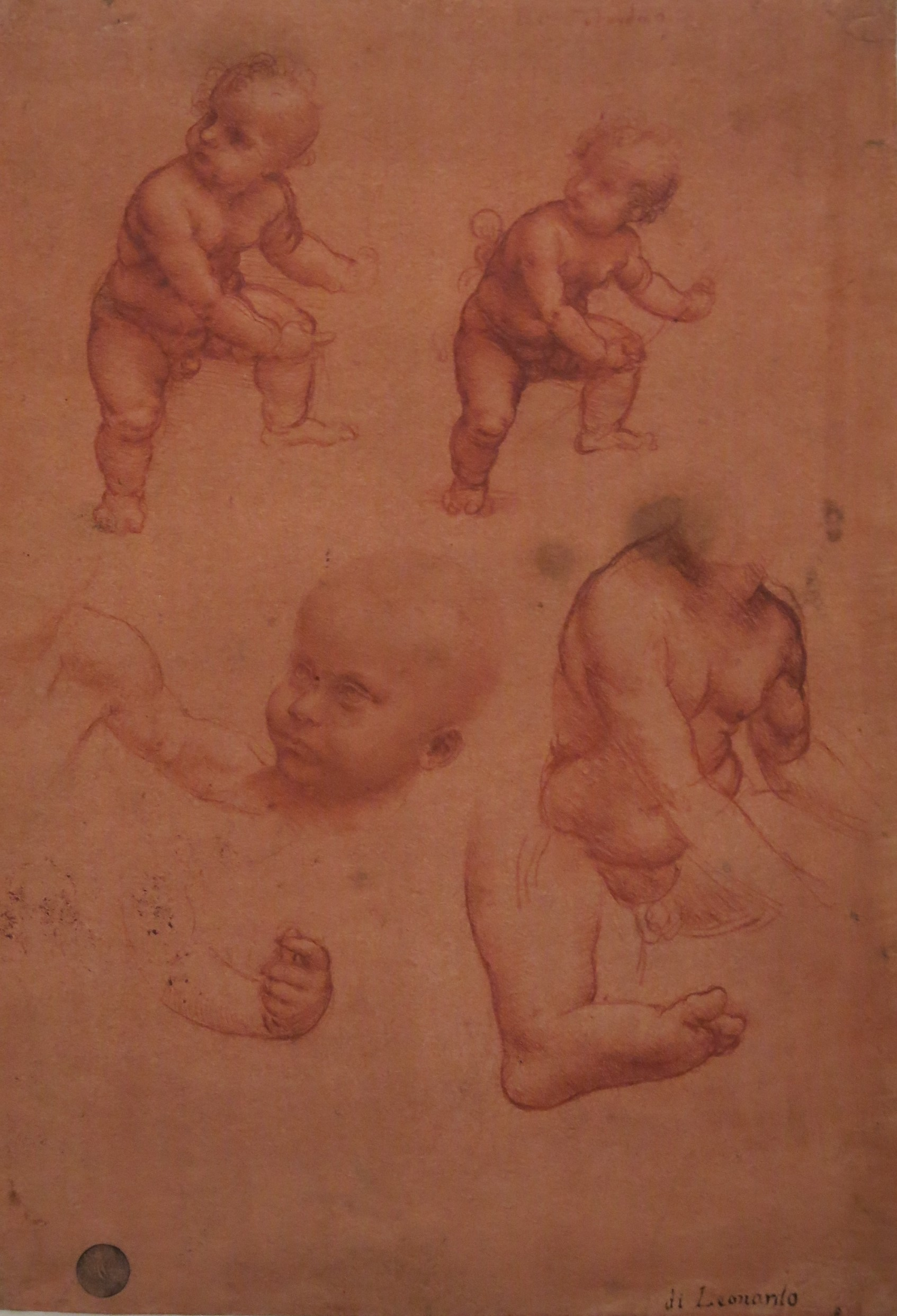
Otro dibujo preparatorio y contemporáneo del Estudio para la cabeza de santa Anne: Estudios para el Niño Jésus (circa 1502-1503, Venecia, Galería de la Academia de Venecia, no inv. 257).

Dos tipos de estudio están directamente relacionados con el cuadro de La Virgen, el Niño Jesús y Santa Ana: los que permiten la creación del cartón y los que constituyen los "cambios finales decididos por el maestro". El uso exclusivo de la piedra negra, tan característico del estilo de Leonardo a principios de siglo, sitúa firmemente el dibujo en el primer grupo.

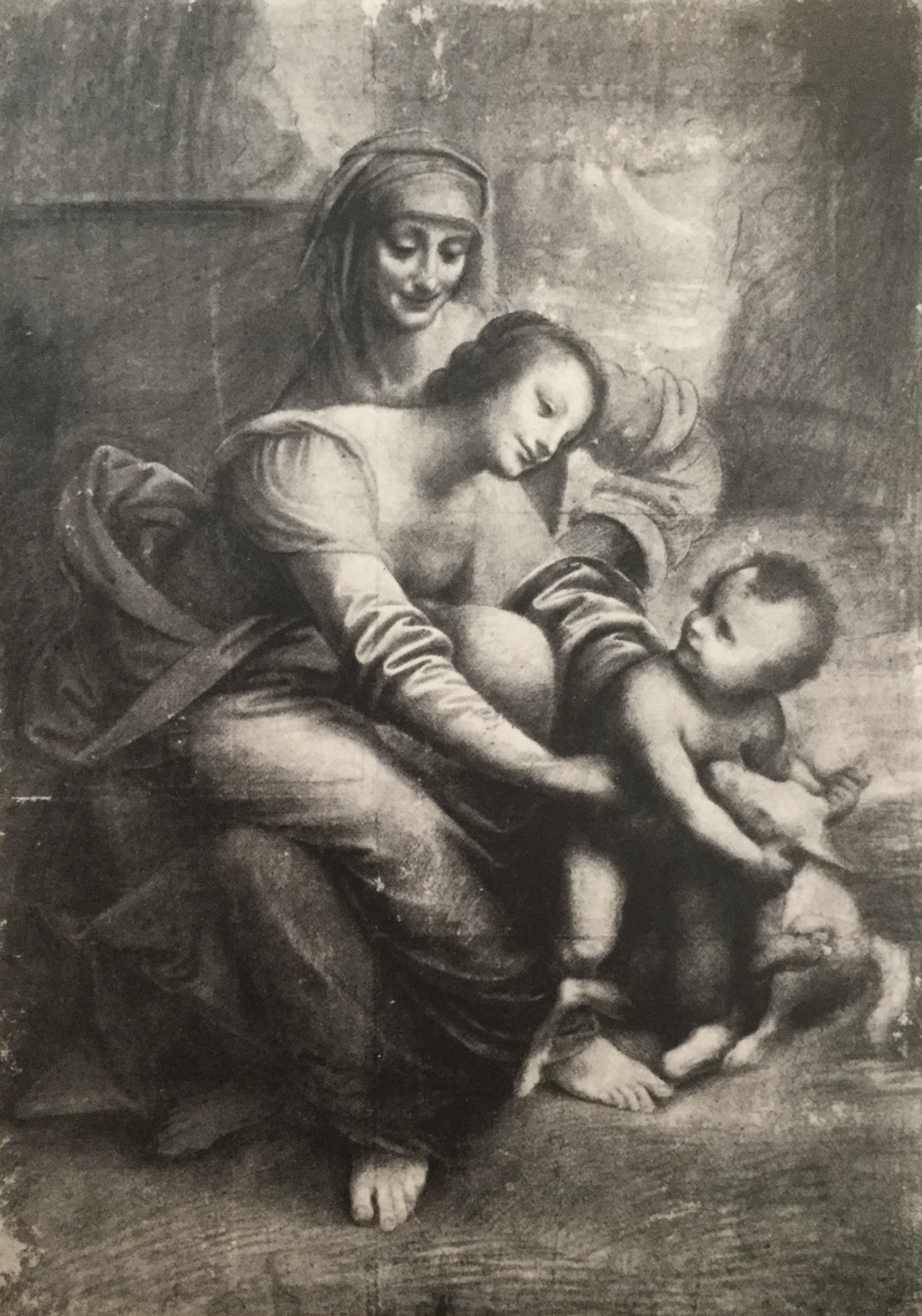
Cartón Resta-Esterhazy, circa 1503-1506, antiguamente en Budapest, perdido durante la Segunda Guerra Mundial.

La sonrisa de la mujer, el velo que lleva y la inclinación de su rostro remiten a la pintura. Sin embargo, el dibujo difiere de este grupo en algunos detalles: el rostro es más delgado y no corresponde perfectamente con el cuadro, en el que se han redondeado sobre todo los ojos, la nariz y la boca. El tocado también es bastante diferente al de la versión final. De hecho, este coincide mucho más con el que puede verse en el cartón Resta-Esterhazy, copia supuestamente contemporánea y fiel del cartón original. Por último, la cabeza parece más inclinada que la representada en el cuadro, al igual que los hombros, que dan más hacia el espectador que en el cuadro.
 

Así pues, es posible describir la manera en que el estudio se inscribe en el proceso de creación de la pintura. Tras haber trazado un esquema general de la composición, el pintor inició los estudios de los detalles, entre ellos el de la cabeza de Santa Ana. Después elaboró un cartón —el tercero— en el que aplicó toda su investigación. En el mismo momento, o poco después, un miembro de su taller realiza el cartón Resta-Esterhazy, una copia fiel de este tercer cartón, con el interés de mostrar la transición entre el estudio y la obra final.Este demuestra que, si bien entre el estudio y el cartón el rostro sufrió algunas modificaciones como el redondeo, la ampliación y la regularización de los ojos, el tocado no cambió. Del mismo modo, cuando el cartón se transfirió al panel, el tocado siguió siendo el mismo en una primera versión, como indica el estudio de la parte inferior del cuadro. Sólo durante la concepción del cuadro el pintor diseñó un tocado distinto. Los científicos disponen del análisis del pentimento gracias al cruce de imágenes reproducidas científicamente con las observaciones realizadas en las fotos del cartón Resta-Esterhazy.
- Comparación entre el estudio, el cartón[c] y la pintura

Comparación entre el estudio, el cartón y la pintura
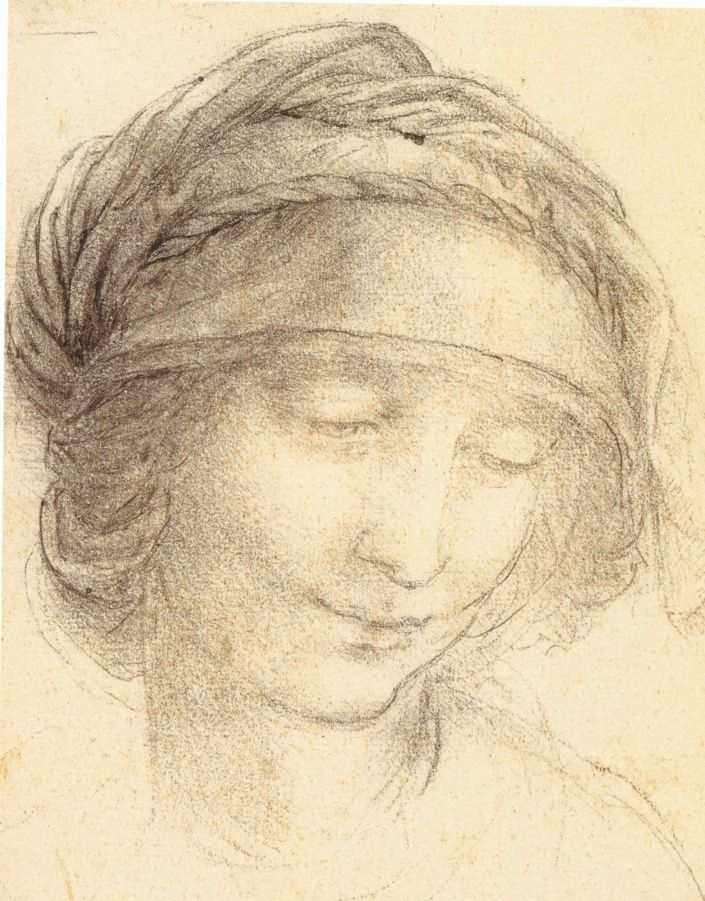
Estudio para la cabeza de Santa Ana (1502-1503).
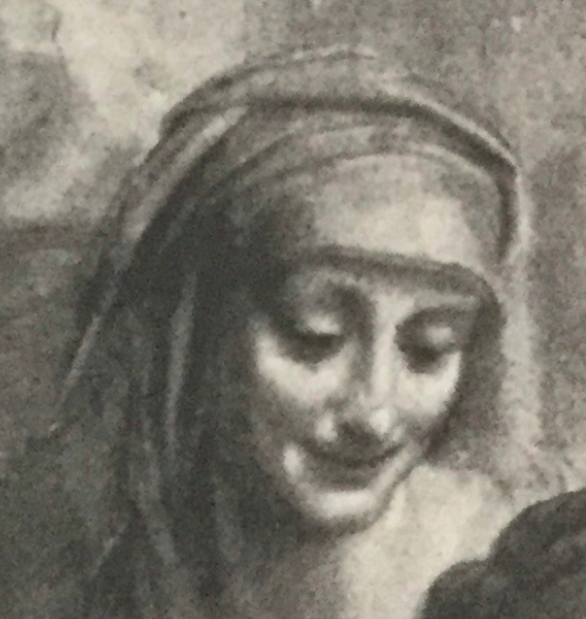
La cabeza de Santa Ana en el cartón Resta-Esterhazy (detalle, 1503-1506, desaparecido).
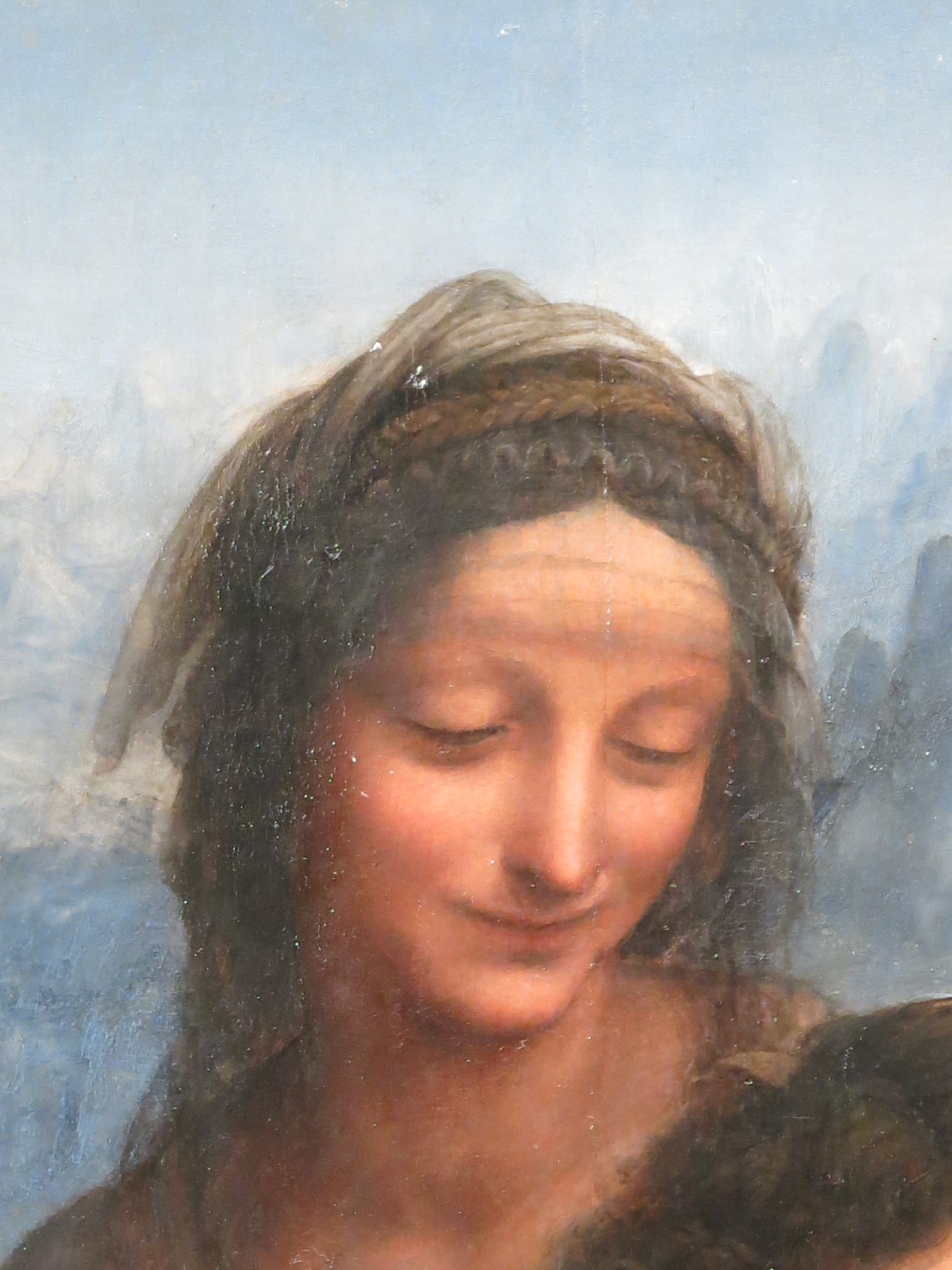
La cabeza de Santa Ana en La Virgen, el Niño Jesús y Santa Ana (detalle, 1503-1519, París, Museo del Louvre, no. inventario INV 776).

## Análisis

### Un retrato entre la figura impuesta y el rostro ideal

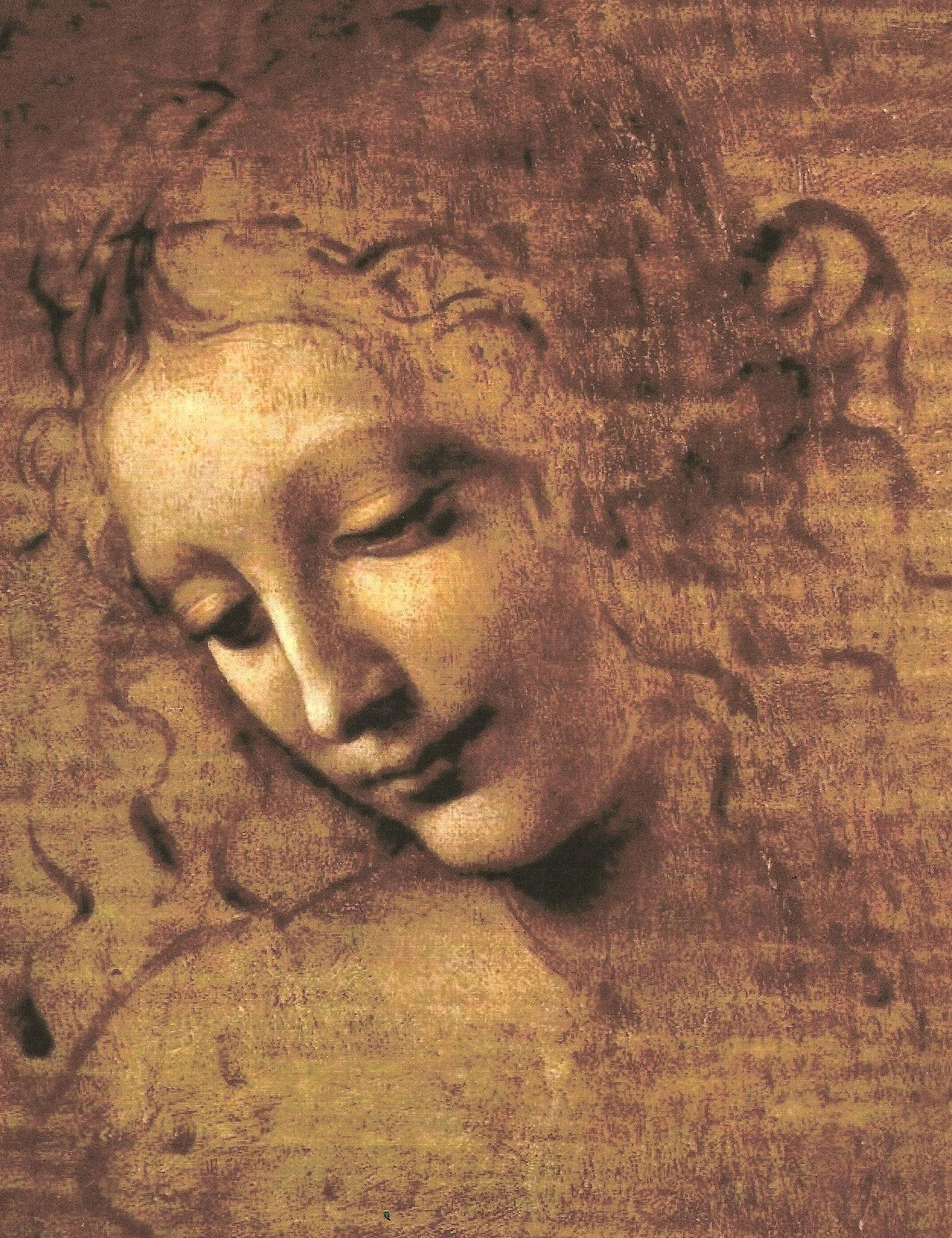
Rostro de mujer visto desde un ángulo de tres cuartos inclinado hacia abajo, obra clásica de Leonardo da Vinci (Cabeza de muchacha, entre 1506 y 1508, Parma, Galería Nacional de Parma, no .GN362).

La obra se inscribe en el tema iconográfico de la Virgen y el Niño con Santa Ana, cuyas convenciones son estrictas y a las cuales el pintor se adhería. La representación de Ana exige que se le cubra la cabeza porque se trata de una mujer cuya avanzada edad debe indicarse. Esto impide al pintor dar rienda suelta a su gusto por los peinados complejos y ornamentales. Ya que no podía representar una cabellera compleja, el pintor se esmeró en representar un velo meticulosamente acomodado en la parte superior de la cabeza.

Sin embargo, el pintor también emplea sus propios arquetipos. Al igual que en la mayoría de sus representaciones de rostros femeninos, retrata un rostro inclinado, con la mirada hacia abajo. Del mismo modo, hace gala de su imaginario ideal:
"La ambición de la hoja es [...] componer una cabeza con una expresión ideal, aunque sea menos estilizada que en el cuadro, como si Leonardo conservase aún el recuerdo de un rostro real". 
La boca aparece más natural, con una sonrisa más discreta, lo que hace decir a Kenneth Clark que encuentra 
"más verdad en este rostro que en el representado en el Louvre".

### El arte de la ilusión de las luces y las sombras

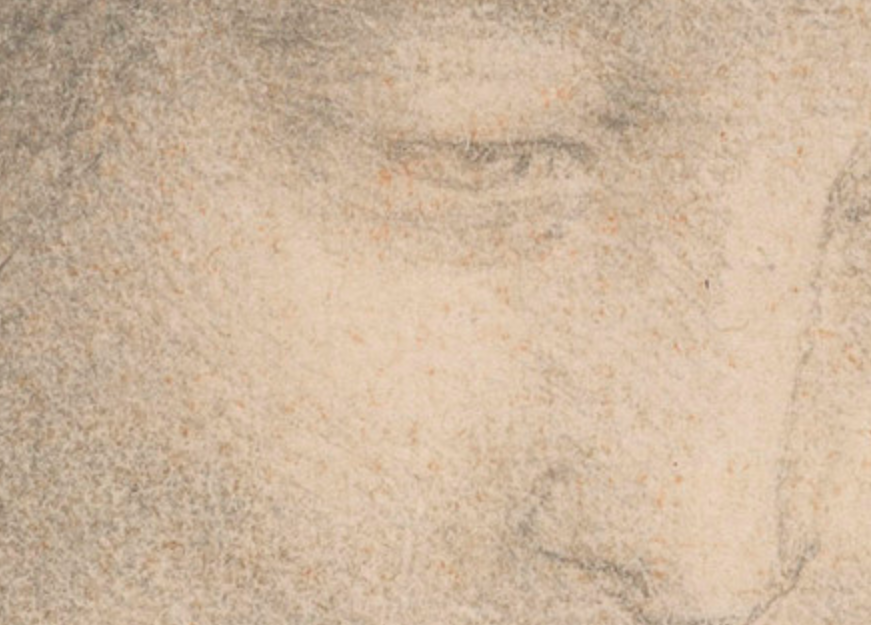
Un primer plano del pómulo permite apreciar los efectos de la difuminación de la tiza negra (detalle).

En el estudio, el artista utiliza técnicas que anuncian los efectos de esfumado presentes en la pintura. El esfumado es una técnica pictórica característica de su obra. Leonardo da Vinci la teoriza en sus escritos:

Procura que tus sombras y luces se fundan sin dejar líneas ni trazos, como el humo.

La técnica consiste en crear la ilusión de relieve mediante transiciones de luz, suavizando las líneas que contienen las formas. El pintor plasma también una suave iluminación procedente de la derecha. Para ello, difumina la piedra negra. Esta técnica es una aplicación práctica de sus observaciones científicas sobre la luz. El dibujo marca una etapa de maduración en su maestría, comparada, por ejemplo, con la que muestra en el Estudio para la cabeza de Felipe Apóstol para La Última Cena, que precede a este dibujo por unos siete años. Es precisamente esta capacidad de traducir los resultados de su observación de los fenómenos físicos sobre los cuerpos lo que hace del Estudio para la cabeza de Santa Ana una obra en la que puede expresarse 
"un lenguaje pictórico de fuerza y matices mágicos".